# Тевістон (Каліфорнія)
Тевістон (англ. Teviston) — переписна місцевість (CDP) в США, в окрузі Туларе штату Каліфорнія. Населення — 1185 осіб (2020).

## Географія
Тевістон розташований за координатами 35°55′44″ пн. ш. 119°16′42″ зх. д. / 35.92889° пн. ш. 119.27833° зх. д. (35.928943, -119.278307).  За даними Бюро перепису населення США в 2010 році переписна місцевість мала площу 5,62 км², уся площа — суходіл.

## Демографія
Згідно з переписом 2010 року, у переписній місцевості мешкало 1214 осіб у 295 домогосподарствах у складі 254 родин. Густота населення становила 216 осіб/км².  Було 352 помешкання (63/км²).
Расовий склад населення:
| - 37,0 % — білих - 4,1 % — чорних або афроамериканців - 0,8 % — азіатів - 0,7 % — корінних американців - 52,7 % — осіб інших рас |

До двох чи більше рас належало 4,6 %. Частка іспаномовних становила 85,6 % від усіх жителів.
За віковим діапазоном населення розподілялося таким чином: 39,3 % — особи молодші 18 років, 54,9 % — особи у віці 18—64 років, 5,8 % — особи у віці 65 років та старші. Медіана віку мешканця становила 24,0 року. На 100 осіб жіночої статі у переписній місцевості припадало 102,0 чоловіків;  на 100 жінок у віці від 18 років та старших — 104,2 чоловіків також старших 18 років.
Середній дохід на одне домашнє господарство  становив 40 144 долари США (медіана — 24 181), а середній дохід на одну сім'ю — 38 975 доларів (медіана — 22 740). За межею бідності перебувало 70,3 % осіб, у тому числі 81,7 % дітей у віці до 18 років та 42,5 % осіб у віці 65 років та старших.
Цивільне працевлаштоване населення становило 340 осіб. Основні галузі зайнятості: сільське господарство, лісництво, риболовля — 37,4 %, науковці, спеціалісти, менеджери — 22,1 %, роздрібна торгівля — 14,4 %, транспорт — 13,2 %.